# Ramarosan
Ramarosan (nep. रामारोशन) – gaun wikas samiti w zachodniej części Nepalu w strefie Seti w dystrykcie Achham. Według nepalskiego spisu powszechnego z 2011 roku liczył on 1031 gospodarstw domowych i 5989 mieszkańców (3047 kobiet i 2942 mężczyzn).